# Астраханская область (Российская империя)
Астраханская область — административная единица Российской империи. Образована в 1785 году в составе Кавказского наместничества. 30 апреля 1790 г. правление Кавказского наместничества переведено из Екатеринограда в Астрахань.

## Административное устройство
Астраханская область состояла из четырех уездов: Астраханского, Красноярского, Енотаевского и Черноярского, последний от Саратовского наместничества.